# قسم ميانكوه الريفي (مقاطعة أردل)
قسم میانکوه الريفي (بالفارسية: دهستان میانکوه) هي قسم تقع في إيران في ناحية ميانكوه. يقدر عدد سكانها بـ 10,622 نسمة .